# Martín Fierro (Preis)

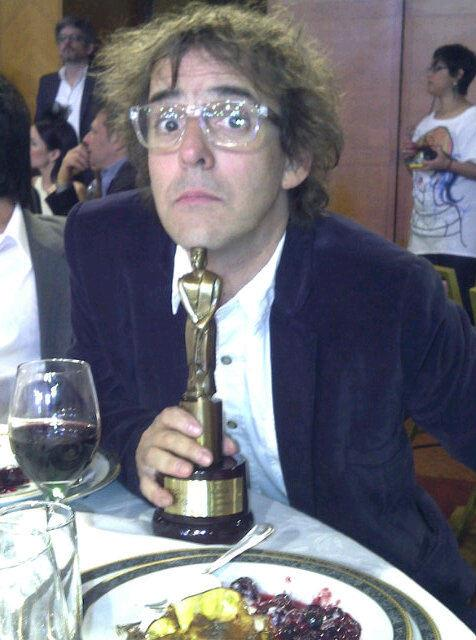
Der Musiker / Schauspieler / Komödiant Mex Urtizberea mit seinem Martín Fierro 2011

Martín Fierro ist der derzeit bedeutendste argentinische Rundfunkpreis. Er wird von der Journalistenvereinigung Asociación de Periodistas de la Televisión y Radiofonía Argentinas (Gesellschaft der argentinischen Hörfunk- und Fernsehjournalisten) vergeben. Prämiiert werden sowohl Formate in Hörfunk und Fernsehen als auch Persönlichkeiten.
Der Preis wird seit 1959 verliehen. 1977 wurde die Verleihung durch die Argentinische Militärdiktatur ausgesetzt. 1988, fünf Jahre nach Rückkehr zur Demokratie, wurde die Preisverleihung wieder aufgenommen. 1992 wurde das heutige Konzept eingeführt, das neben dem Martín Fierro in Gold, dem Hauptpreis, mehrere Kategorien vorsieht, in dem ein Martín Fierro in Silber vergeben wird. Wegen der Dominanz der Radio- und Fernsehstationen der Stadt Buenos Aires wird ein separater Preis seit 1991 für Formate der Produktionsstätten außerhalb der Hauptstadt vergeben, der Martín Fierro del Interior.
Der Preis wurde nach dem Epos Martín Fierro von José Hernández benannt, welches als argentinisches Nationalepos gilt und das Leben eines Gauchos beschreibt. Daher ist auch die Statuette eine  gold- oder silberfarbener Gauchofigur.

## Kategorien

### Allgemein
- Martín Fierro de Oro – Hauptpreis

### Hörfunk
- Tägliches journalistisches Format
- Sportformat
- Wöchentliches journalistisches Format
- Allgemeininteresse und Kultur
- Musikformat
- Journalistische Arbeit weiblich / männlich
- Moderation männlich / weiblich

### Fernsehen
- Serie / Miniserie
- Telenovela
- Comedy-Serie (z. B. Sitcoms)
- Humorformat
- Journalistisches Format
- Nachrichtensendung
- Kultur-, Musik- und Allgemeininteresse[2]
- Unterhaltungssendung
- Sportsendung
- Kindersendung
- Moderation weiblich / männlich
- Journalistische Arbeit weiblich / männlich
- Serienschauspieler weiblich / männlich
- Telenovela-Schauspieler weiblich / männlich
- Comedy-Schauspieler weiblich / männlich
- Drehbuchautor
- Erkennungsmelodie
- Werbespot
- Reality-Show / Spielshow (seit 2007)

## Gewinner des Hauptpreises ab 1992
- 1992: Fax (Humorsendung)
- 1993: Mirtha Legrand (Talkshow-Moderatorin)
- 1994: Magdalena Ruiz Guiñazú (Radio-Moderatorin)
- 1995: Antonio Gasalla (Komiker und Schauspieler)
- 1996: Susana Giménez (Spielshow-Moderatorin)
- 1997: Santo Biasatti (Radio-Moderator)
- 1998: Marcelo Tinelli (Comedyshow-Moderator)
- 1999: Fútbol de Primera (Sportsendung)
- 2000: Sábado Bus (Humorsendung)
- 2001: Telenoche (Nachrichtensendung)
- 2002: Culpables (Serie)
- 2003: Los Simuladores (Serie)
- 2004: Resistiré (Telenovela)
- 2005: Padre Coraje (Telenovela)
- 2006: Mujeres Asesinas (Serie)
- 2007: Montecristo (Telenovela)
- 2008: Lalola (Telenovela)